# Гревенберг
Гревенберг (нід. Grevenberg) — селище в нідерландській провінції Дренте. Входить до муніципалітету Куворден.
Перша згадка про населений пункт датується 1843 роком.